# 第1次佐藤内閣 (第3次改造)
第1次佐藤第3次改造内閣（だいいちじさとうだいさんじかいぞうないかく）は、佐藤栄作が第61代内閣総理大臣に任命され、1966年（昭和41年）12月3日から1967年（昭和42年）2月17日まで続いた日本の内閣。
前の第1次佐藤第2次改造内閣の改造内閣である。衆院選を挟まずに3回内閣改造を行った例は、この内閣と第3次吉田第3次改造内閣、第2次池田第3次改造内閣、野田第3次改造内閣、第3次安倍第3次改造内閣の5つのみであり、回数としては最多である。

## 概要
1966年（昭和41年）後半より田中彰治代議士の不祥事（国際興業会長脅迫事件）に端を発し、共和製糖不正融資事件にまで拡大した政界黒い霧問題の最中、12月1日、自民党は日比谷公会堂で第8回臨時党大会を開き、総裁公選を実施した。佐藤栄作総裁（首相）は289票を獲得して再選したものの、対立候補らに投じられた批判票が170票（内訳は、藤山愛一郎89票、前尾繁三郎47票、灘尾弘吉11票、野田卯一9票、小坂善太郎2票、岸信介1票、松村謙三1票、村上勇1票、無効票9票）にのぼる結果となった。
総裁選の結果を受けて佐藤栄作は党三役を刷新し、翌12月3日に内閣改造を実施した。しかし佐藤政権に対する国民の不信感の広がりを感じ取っていた佐藤は年の瀬も押し迫った12月27日に第54回通常国会を召集し、その日に衆議院解散（黒い霧解散）を断行し、第31回衆議院議員総選挙に打って出た。
なお、宮澤喜一はこの時参院議員の任期を満了して衆院議員への鞍替えを準備していたが非議員のまま入閣し、翌年の衆院選で初当選し衆院議員となった。

## 閣僚
| 職名                                                              | 氏名       | 氏名 | 所属                                 | 特命事項等                       | 備考                |
| ----------------------------------------------------------------- | ---------- | ---- | ------------------------------------ | -------------------------------- | ------------------- |
| 内閣総理大臣                                                      | 佐藤栄作   |      | 衆議院 自由民主党 （佐藤派）         |                                  | 自由民主党総裁 留任 |
| 法務大臣                                                          | 田中伊三次 |      | 衆議院 自由民主党 （石井派）         |                                  |                     |
| 外務大臣                                                          | 三木武夫   |      | 衆議院 自由民主党 （三木派）         |                                  | 横滑り              |
| 大蔵大臣                                                          | 水田三喜男 |      | 衆議院 自由民主党 （舩田派）         |                                  |                     |
| 文部大臣                                                          | 剱木亨弘   |      | 参議院 自由民主党 （森派）           | 国立国会図書館連絡調整委員会委員 | 初入閣              |
| 厚生大臣                                                          | 坊秀男     |      | 衆議院 自由民主党 （福田派）         |                                  | 初入閣              |
| 農林大臣                                                          | 倉石忠雄   |      | 衆議院 自由民主党 （福田派）         |                                  |                     |
| 通商産業大臣                                                      | 菅野和太郎 |      | 衆議院 自由民主党 （三木派）         |                                  |                     |
| 運輸大臣                                                          | 大橋武夫   |      | 衆議院 自由民主党 （前尾派）         |                                  |                     |
| 郵政大臣                                                          | 小林武治   |      | 参議院 自由民主党 （無派閥）         |                                  |                     |
| 労働大臣                                                          | 早川崇     |      | 衆議院 自由民主党 （三木派）         |                                  |                     |
| 建設大臣 近畿圏整備長官 中部圏開発整備長官 首都圏整備委員会委員長 | 西村英一   |      | 衆議院 自由民主党 （佐藤派）         |                                  |                     |
| 自治大臣 国家公安委員会委員長                                     | 藤枝泉介   |      | 衆議院 自由民主党 （川島派）         |                                  | 横滑り              |
| 内閣官房長官                                                      | 福永健司   |      | 衆議院 自由民主党 （前尾派）         |                                  |                     |
| 総理府総務長官                                                    | 塚原俊郎   |      | 衆議院 自由民主党 （佐藤派）         |                                  | 初入閣              |
| 行政管理庁長官                                                    | 松平勇雄   |      | 参議院 自由民主党 （無派閥）         |                                  | 初入閣              |
| 北海道開発庁長官 科学技術庁長官                                   | 二階堂進   |      | 衆議院 自由民主党 （佐藤派）         | 原子力委員会委員長               | 初入閣              |
| 防衛庁長官                                                        | 増田甲子七 |      | 衆議院 自由民主党 （佐藤派）         |                                  |                     |
| 経済企画庁長官                                                    | 宮澤喜一   |      | 非議員 →衆議院 自由民主党 （前尾派） |                                  | 前参議院議員        |

## 内閣官房副長官・総理府総務副長官等
- 内閣法制局長官 - 高辻正己
- 内閣官房副長官（政務） - 木村俊夫
- 内閣官房副長官（事務） - 石岡実
- 総理府総務副長官（政務） - 上村千一郎
- 総理府総務副長官（事務） - 堀秀夫

## 政務次官
前内閣からの留任。
- 法務政務次官 - 井原岸高
- 外務政務次官 - 田中栄一
- 大蔵政務次官 - 小沢辰男・丸茂重貞（参）
- 文部政務次官 - 谷川和穂
- 厚生政務次官 - 松山千恵子
- 農林政務次官 - 草野一郎平・温水三郎（参）
- 通商産業政務次官 - 宇野宗佑・金丸冨夫（参）
- 運輸政務次官 - 金丸信
- 郵政政務次官 - 田沢吉郎
- 労働政務次官 - 海部俊樹
- 建設政務次官 - 渋谷直蔵
- 自治政務次官 - 伊東隆治
- 行政管理政務次官 - 浦野幸男
- 北海道開発政務次官 - 木島義夫（参）
- 防衛政務次官 - 長谷川仁（参）
- 経済企画政務次官 - 金子一平
- 科学技術政務次官 - 始関伊平

## 自由民主党
内閣改造に伴い、自民党役員改選が行われた。田中角栄幹事長は、政界黒い霧問題に対する執行部の責任の明確化を取るために、福田赳夫と交代した。しかし、福田幹事長起用の本質的な理由は、佐藤後継は福田であるという佐藤及び佐藤の実兄、岸信介の意向であった。田中は自民党都市政策調査会長という閑職につくが、この間に都市政策、国土政策を研究し、後の日本列島改造論に結実することになる。
また、川島正次郎副総裁も、黒い霧事件の責任を取るために辞職を申し出たために辞任した。
- 幹事長 - 福田赳夫（福田派）
- 総務会長 - 椎名悦三郎（川島派）
- 政務調査会長 - 西村直己（佐藤派）